# ジメトエート
ジメトエート(Dimethoate)は、殺虫剤として広く用いられるリン酸エステルである。1950年代にAmerican Cyanamid社によって発明され、特許が取られた。他のリン酸エステルと同様にジメトエートは、中枢神経系の機能に不可欠な酵素であるコリンエステラーゼを阻害するコリンエステラーゼ阻害剤である。

## 歴史
ジメトエートはアメリカで1962年に承認された。

## 性質
ジメトエートはチオリン、ジチオリンに属する。
水と酸性溶液中、室温では比較的安定であるが、アルカリ性溶液中では不安定。

## 毒性
すべての昆虫、動物、人を含む多くの生物における強力な神経毒として作用する。
効果の強度は、個別の質量に依存するが、機能を損傷する濃度に達した時に神経毒は、常に危険な役割を果たす。

## 使用
ジメトエートは、イエバエに対するアブラムシ、ヨコバイ、蛾などの害虫に対する殺虫剤として使用されている。
また、殺ダニ剤としても使用される。
効果はアセチルコリンエステラーゼの阻害によって幼虫の蛹化および変態を防止する。
プライベートにおける偶発的な過剰摂取の危険性を回避するために、単位パック当たりの吐出量は限られている。
濃度が高いと農業用に利用されジメトエートは作物保護剤としてドイツ、オーストリア、スイスでは許可されている。

## 購入
市販では、液剤、エアゾールスプレーなど様々なタイプがあり容易に入手可能である